# Ligue des champions féminine de l'UEFA 2015-2016
Navigation
Édition précédente Édition suivante
La Ligue des champions féminine de l'UEFA 2015-2016 est la quinzième édition de la plus importante compétition inter-clubs européenne de football féminin. 
Elle se déroule lors de la saison 2015-2016 et oppose les vainqueurs des différents championnats européens de la saison précédente ainsi que les dauphins des huit meilleurs championnats.
La finale se déroule au Stade Reggio Emilia Città del Tricolore à Reggio d'Émilie.

## Participants
Le schéma de qualification de la Ligue des champions féminine de l'UEFA 2015-2016 est le suivant :
- les huit meilleures associations les mieux classées au coefficient UEFA à l'issue de la saison 2013-2014 ont leurs clubs champion et vice-champion qualifiés directement pour les seizièmes de finale,
- les sept meilleures associations suivantes au coefficient UEFA ont uniquement leur clubs champion qualifié directement pour les seizièmes de finale,
- les trente-deux autres associations passent par une phase de qualification pour rejoindre les autres équipes.

Contrairement à la Ligue des champions masculine, les fédérations européennes ne présentent pas toutes une équipe, donc le nombre exact d'équipes n'est pas fixé jusqu'à ce que la liste d'accès soit complètement connue.
Le 10 juin 2015, l'UEFA annonce les engagées pour cette compétition, qui connait un record de clubs et d'associations engagées (56 clubs pour 47 associations).
| Seizièmes de finale | Seizièmes de finale | Seizièmes de finale | Seizièmes de finale | Seizièmes de finale | Seizièmes de finale | Seizièmes de finale | Seizièmes de finale | Seizièmes de finale | Seizièmes de finale | Seizièmes de finale | Seizièmes de finale | Seizièmes de finale | Seizièmes de finale | Seizièmes de finale | Seizièmes de finale |
| --- | --- | --- | --- | --- | --- | --- | --- | --- | --- | --- | --- | --- | --- | --- | --- |
| - FFC Francfort Champion d'Europe 2014-2015 - Bayern Munich Champion d'Allemagne 2014-2015 - VfL Wolfsbourg Vice-champion d'Allemagne 2014-2015 - Olympique lyonnais Champion de France 2014-2015 - Paris SG Vice-champion de France 2014-2015 - FC Rosengård Champion de Suède 2014 - KIF Örebro DFF Vice-champion de Suède 2014 - Liverpool Champion d'Angleterre 2014. - Chelsea Vice-champion d'Angleterre 2014. - Zvezda 2005 Champion de Russie 2014 - FK Zorkiy Krasnogorsk Vice-champion de Russie 2014 - ASD AGSM Vérone Champion d'Italie 2014-2015 - ACF Brescia Vice-champion d'Italie 2014-2015 | - FFC Francfort Champion d'Europe 2014-2015 - Bayern Munich Champion d'Allemagne 2014-2015 - VfL Wolfsbourg Vice-champion d'Allemagne 2014-2015 - Olympique lyonnais Champion de France 2014-2015 - Paris SG Vice-champion de France 2014-2015 - FC Rosengård Champion de Suède 2014 - KIF Örebro DFF Vice-champion de Suède 2014 - Liverpool Champion d'Angleterre 2014. - Chelsea Vice-champion d'Angleterre 2014. - Zvezda 2005 Champion de Russie 2014 - FK Zorkiy Krasnogorsk Vice-champion de Russie 2014 - ASD AGSM Vérone Champion d'Italie 2014-2015 - ACF Brescia Vice-champion d'Italie 2014-2015 | - FFC Francfort Champion d'Europe 2014-2015 - Bayern Munich Champion d'Allemagne 2014-2015 - VfL Wolfsbourg Vice-champion d'Allemagne 2014-2015 - Olympique lyonnais Champion de France 2014-2015 - Paris SG Vice-champion de France 2014-2015 - FC Rosengård Champion de Suède 2014 - KIF Örebro DFF Vice-champion de Suède 2014 - Liverpool Champion d'Angleterre 2014. - Chelsea Vice-champion d'Angleterre 2014. - Zvezda 2005 Champion de Russie 2014 - FK Zorkiy Krasnogorsk Vice-champion de Russie 2014 - ASD AGSM Vérone Champion d'Italie 2014-2015 - ACF Brescia Vice-champion d'Italie 2014-2015 | - FFC Francfort Champion d'Europe 2014-2015 - Bayern Munich Champion d'Allemagne 2014-2015 - VfL Wolfsbourg Vice-champion d'Allemagne 2014-2015 - Olympique lyonnais Champion de France 2014-2015 - Paris SG Vice-champion de France 2014-2015 - FC Rosengård Champion de Suède 2014 - KIF Örebro DFF Vice-champion de Suède 2014 - Liverpool Champion d'Angleterre 2014. - Chelsea Vice-champion d'Angleterre 2014. - Zvezda 2005 Champion de Russie 2014 - FK Zorkiy Krasnogorsk Vice-champion de Russie 2014 - ASD AGSM Vérone Champion d'Italie 2014-2015 - ACF Brescia Vice-champion d'Italie 2014-2015 | - FFC Francfort Champion d'Europe 2014-2015 - Bayern Munich Champion d'Allemagne 2014-2015 - VfL Wolfsbourg Vice-champion d'Allemagne 2014-2015 - Olympique lyonnais Champion de France 2014-2015 - Paris SG Vice-champion de France 2014-2015 - FC Rosengård Champion de Suède 2014 - KIF Örebro DFF Vice-champion de Suède 2014 - Liverpool Champion d'Angleterre 2014. - Chelsea Vice-champion d'Angleterre 2014. - Zvezda 2005 Champion de Russie 2014 - FK Zorkiy Krasnogorsk Vice-champion de Russie 2014 - ASD AGSM Vérone Champion d'Italie 2014-2015 - ACF Brescia Vice-champion d'Italie 2014-2015 | - FFC Francfort Champion d'Europe 2014-2015 - Bayern Munich Champion d'Allemagne 2014-2015 - VfL Wolfsbourg Vice-champion d'Allemagne 2014-2015 - Olympique lyonnais Champion de France 2014-2015 - Paris SG Vice-champion de France 2014-2015 - FC Rosengård Champion de Suède 2014 - KIF Örebro DFF Vice-champion de Suède 2014 - Liverpool Champion d'Angleterre 2014. - Chelsea Vice-champion d'Angleterre 2014. - Zvezda 2005 Champion de Russie 2014 - FK Zorkiy Krasnogorsk Vice-champion de Russie 2014 - ASD AGSM Vérone Champion d'Italie 2014-2015 - ACF Brescia Vice-champion d'Italie 2014-2015 | - FFC Francfort Champion d'Europe 2014-2015 - Bayern Munich Champion d'Allemagne 2014-2015 - VfL Wolfsbourg Vice-champion d'Allemagne 2014-2015 - Olympique lyonnais Champion de France 2014-2015 - Paris SG Vice-champion de France 2014-2015 - FC Rosengård Champion de Suède 2014 - KIF Örebro DFF Vice-champion de Suède 2014 - Liverpool Champion d'Angleterre 2014. - Chelsea Vice-champion d'Angleterre 2014. - Zvezda 2005 Champion de Russie 2014 - FK Zorkiy Krasnogorsk Vice-champion de Russie 2014 - ASD AGSM Vérone Champion d'Italie 2014-2015 - ACF Brescia Vice-champion d'Italie 2014-2015 | - FFC Francfort Champion d'Europe 2014-2015 - Bayern Munich Champion d'Allemagne 2014-2015 - VfL Wolfsbourg Vice-champion d'Allemagne 2014-2015 - Olympique lyonnais Champion de France 2014-2015 - Paris SG Vice-champion de France 2014-2015 - FC Rosengård Champion de Suède 2014 - KIF Örebro DFF Vice-champion de Suède 2014 - Liverpool Champion d'Angleterre 2014. - Chelsea Vice-champion d'Angleterre 2014. - Zvezda 2005 Champion de Russie 2014 - FK Zorkiy Krasnogorsk Vice-champion de Russie 2014 - ASD AGSM Vérone Champion d'Italie 2014-2015 - ACF Brescia Vice-champion d'Italie 2014-2015 | - FC Barcelone Champion d'Espagne 2014-2015 - Atlético de Madrid Vice-champion d'Espagne 2014-2015 - Brøndby IF Champion du Danemark 2014-2015 - Fortuna Hjørring Vice-champion du Danemark 2014-2015 - Slavia Prague Champion de République tchèque 2014-2015 - FSK St. Pölten-Spratzern Champion d'Autriche 2014-2015 - Lillestrøm SK Champion de Norvège 2014 - Glasgow City Champion d'Écosse 2014 - FC Zürich Frauen Champion de Suisse 2014-2015 - Standard de Liège Meilleure équipe belge de la BeNe League 2014-2015 - BIIK Kazygurt Champion du Kazakhstan 2014 | - FC Barcelone Champion d'Espagne 2014-2015 - Atlético de Madrid Vice-champion d'Espagne 2014-2015 - Brøndby IF Champion du Danemark 2014-2015 - Fortuna Hjørring Vice-champion du Danemark 2014-2015 - Slavia Prague Champion de République tchèque 2014-2015 - FSK St. Pölten-Spratzern Champion d'Autriche 2014-2015 - Lillestrøm SK Champion de Norvège 2014 - Glasgow City Champion d'Écosse 2014 - FC Zürich Frauen Champion de Suisse 2014-2015 - Standard de Liège Meilleure équipe belge de la BeNe League 2014-2015 - BIIK Kazygurt Champion du Kazakhstan 2014 | - FC Barcelone Champion d'Espagne 2014-2015 - Atlético de Madrid Vice-champion d'Espagne 2014-2015 - Brøndby IF Champion du Danemark 2014-2015 - Fortuna Hjørring Vice-champion du Danemark 2014-2015 - Slavia Prague Champion de République tchèque 2014-2015 - FSK St. Pölten-Spratzern Champion d'Autriche 2014-2015 - Lillestrøm SK Champion de Norvège 2014 - Glasgow City Champion d'Écosse 2014 - FC Zürich Frauen Champion de Suisse 2014-2015 - Standard de Liège Meilleure équipe belge de la BeNe League 2014-2015 - BIIK Kazygurt Champion du Kazakhstan 2014 | - FC Barcelone Champion d'Espagne 2014-2015 - Atlético de Madrid Vice-champion d'Espagne 2014-2015 - Brøndby IF Champion du Danemark 2014-2015 - Fortuna Hjørring Vice-champion du Danemark 2014-2015 - Slavia Prague Champion de République tchèque 2014-2015 - FSK St. Pölten-Spratzern Champion d'Autriche 2014-2015 - Lillestrøm SK Champion de Norvège 2014 - Glasgow City Champion d'Écosse 2014 - FC Zürich Frauen Champion de Suisse 2014-2015 - Standard de Liège Meilleure équipe belge de la BeNe League 2014-2015 - BIIK Kazygurt Champion du Kazakhstan 2014 | - FC Barcelone Champion d'Espagne 2014-2015 - Atlético de Madrid Vice-champion d'Espagne 2014-2015 - Brøndby IF Champion du Danemark 2014-2015 - Fortuna Hjørring Vice-champion du Danemark 2014-2015 - Slavia Prague Champion de République tchèque 2014-2015 - FSK St. Pölten-Spratzern Champion d'Autriche 2014-2015 - Lillestrøm SK Champion de Norvège 2014 - Glasgow City Champion d'Écosse 2014 - FC Zürich Frauen Champion de Suisse 2014-2015 - Standard de Liège Meilleure équipe belge de la BeNe League 2014-2015 - BIIK Kazygurt Champion du Kazakhstan 2014 | - FC Barcelone Champion d'Espagne 2014-2015 - Atlético de Madrid Vice-champion d'Espagne 2014-2015 - Brøndby IF Champion du Danemark 2014-2015 - Fortuna Hjørring Vice-champion du Danemark 2014-2015 - Slavia Prague Champion de République tchèque 2014-2015 - FSK St. Pölten-Spratzern Champion d'Autriche 2014-2015 - Lillestrøm SK Champion de Norvège 2014 - Glasgow City Champion d'Écosse 2014 - FC Zürich Frauen Champion de Suisse 2014-2015 - Standard de Liège Meilleure équipe belge de la BeNe League 2014-2015 - BIIK Kazygurt Champion du Kazakhstan 2014 | - FC Barcelone Champion d'Espagne 2014-2015 - Atlético de Madrid Vice-champion d'Espagne 2014-2015 - Brøndby IF Champion du Danemark 2014-2015 - Fortuna Hjørring Vice-champion du Danemark 2014-2015 - Slavia Prague Champion de République tchèque 2014-2015 - FSK St. Pölten-Spratzern Champion d'Autriche 2014-2015 - Lillestrøm SK Champion de Norvège 2014 - Glasgow City Champion d'Écosse 2014 - FC Zürich Frauen Champion de Suisse 2014-2015 - Standard de Liège Meilleure équipe belge de la BeNe League 2014-2015 - BIIK Kazygurt Champion du Kazakhstan 2014 | - FC Barcelone Champion d'Espagne 2014-2015 - Atlético de Madrid Vice-champion d'Espagne 2014-2015 - Brøndby IF Champion du Danemark 2014-2015 - Fortuna Hjørring Vice-champion du Danemark 2014-2015 - Slavia Prague Champion de République tchèque 2014-2015 - FSK St. Pölten-Spratzern Champion d'Autriche 2014-2015 - Lillestrøm SK Champion de Norvège 2014 - Glasgow City Champion d'Écosse 2014 - FC Zürich Frauen Champion de Suisse 2014-2015 - Standard de Liège Meilleure équipe belge de la BeNe League 2014-2015 - BIIK Kazygurt Champion du Kazakhstan 2014 |
| Tour de qualification | | | | | | | | | | | | | | | |
| - Medyk Konin Champion de Pologne 2014-2015 - FC Twente Meilleure équipe néerlandaise de la BeNe League 2014-2015 - Ungmennafélagið Stjarnan Champion d'Islande 2014 - Apollon Limassol LFC Champion de Chypre 2014-2015 - PK-35 Vantaa Champion de Finlande 2014 - Ferencváros TC Champion de Hongrie 2014-2015 - ŽFK Spartak Subotica Champion de Serbie 2014-2015 - CFF Olimpia Cluj-Napoca Champion de Roumanie 2014-2015 - FK Minsk Champion de Biélorussie 2014 - Zhytlobud-1 Kharkiv Champion d'Ukraine 2014 - PAOK Salonique Champion de Grèce 2014-2015 - Konak Belediyespor Champion de Turquie 2014-2015 - ŽNK SFK 2000 Sarajevo Champion de Bosnie-Herzégovine 2014-2015 - CF Benfica Champion du Portugal 2014-2015 - FK Union Nové Zámky Champion de Slovaquie 2014-2015 | - Medyk Konin Champion de Pologne 2014-2015 - FC Twente Meilleure équipe néerlandaise de la BeNe League 2014-2015 - Ungmennafélagið Stjarnan Champion d'Islande 2014 - Apollon Limassol LFC Champion de Chypre 2014-2015 - PK-35 Vantaa Champion de Finlande 2014 - Ferencváros TC Champion de Hongrie 2014-2015 - ŽFK Spartak Subotica Champion de Serbie 2014-2015 - CFF Olimpia Cluj-Napoca Champion de Roumanie 2014-2015 - FK Minsk Champion de Biélorussie 2014 - Zhytlobud-1 Kharkiv Champion d'Ukraine 2014 - PAOK Salonique Champion de Grèce 2014-2015 - Konak Belediyespor Champion de Turquie 2014-2015 - ŽNK SFK 2000 Sarajevo Champion de Bosnie-Herzégovine 2014-2015 - CF Benfica Champion du Portugal 2014-2015 - FK Union Nové Zámky Champion de Slovaquie 2014-2015 | - Medyk Konin Champion de Pologne 2014-2015 - FC Twente Meilleure équipe néerlandaise de la BeNe League 2014-2015 - Ungmennafélagið Stjarnan Champion d'Islande 2014 - Apollon Limassol LFC Champion de Chypre 2014-2015 - PK-35 Vantaa Champion de Finlande 2014 - Ferencváros TC Champion de Hongrie 2014-2015 - ŽFK Spartak Subotica Champion de Serbie 2014-2015 - CFF Olimpia Cluj-Napoca Champion de Roumanie 2014-2015 - FK Minsk Champion de Biélorussie 2014 - Zhytlobud-1 Kharkiv Champion d'Ukraine 2014 - PAOK Salonique Champion de Grèce 2014-2015 - Konak Belediyespor Champion de Turquie 2014-2015 - ŽNK SFK 2000 Sarajevo Champion de Bosnie-Herzégovine 2014-2015 - CF Benfica Champion du Portugal 2014-2015 - FK Union Nové Zámky Champion de Slovaquie 2014-2015 | - Medyk Konin Champion de Pologne 2014-2015 - FC Twente Meilleure équipe néerlandaise de la BeNe League 2014-2015 - Ungmennafélagið Stjarnan Champion d'Islande 2014 - Apollon Limassol LFC Champion de Chypre 2014-2015 - PK-35 Vantaa Champion de Finlande 2014 - Ferencváros TC Champion de Hongrie 2014-2015 - ŽFK Spartak Subotica Champion de Serbie 2014-2015 - CFF Olimpia Cluj-Napoca Champion de Roumanie 2014-2015 - FK Minsk Champion de Biélorussie 2014 - Zhytlobud-1 Kharkiv Champion d'Ukraine 2014 - PAOK Salonique Champion de Grèce 2014-2015 - Konak Belediyespor Champion de Turquie 2014-2015 - ŽNK SFK 2000 Sarajevo Champion de Bosnie-Herzégovine 2014-2015 - CF Benfica Champion du Portugal 2014-2015 - FK Union Nové Zámky Champion de Slovaquie 2014-2015 | - Medyk Konin Champion de Pologne 2014-2015 - FC Twente Meilleure équipe néerlandaise de la BeNe League 2014-2015 - Ungmennafélagið Stjarnan Champion d'Islande 2014 - Apollon Limassol LFC Champion de Chypre 2014-2015 - PK-35 Vantaa Champion de Finlande 2014 - Ferencváros TC Champion de Hongrie 2014-2015 - ŽFK Spartak Subotica Champion de Serbie 2014-2015 - CFF Olimpia Cluj-Napoca Champion de Roumanie 2014-2015 - FK Minsk Champion de Biélorussie 2014 - Zhytlobud-1 Kharkiv Champion d'Ukraine 2014 - PAOK Salonique Champion de Grèce 2014-2015 - Konak Belediyespor Champion de Turquie 2014-2015 - ŽNK SFK 2000 Sarajevo Champion de Bosnie-Herzégovine 2014-2015 - CF Benfica Champion du Portugal 2014-2015 - FK Union Nové Zámky Champion de Slovaquie 2014-2015 | - Medyk Konin Champion de Pologne 2014-2015 - FC Twente Meilleure équipe néerlandaise de la BeNe League 2014-2015 - Ungmennafélagið Stjarnan Champion d'Islande 2014 - Apollon Limassol LFC Champion de Chypre 2014-2015 - PK-35 Vantaa Champion de Finlande 2014 - Ferencváros TC Champion de Hongrie 2014-2015 - ŽFK Spartak Subotica Champion de Serbie 2014-2015 - CFF Olimpia Cluj-Napoca Champion de Roumanie 2014-2015 - FK Minsk Champion de Biélorussie 2014 - Zhytlobud-1 Kharkiv Champion d'Ukraine 2014 - PAOK Salonique Champion de Grèce 2014-2015 - Konak Belediyespor Champion de Turquie 2014-2015 - ŽNK SFK 2000 Sarajevo Champion de Bosnie-Herzégovine 2014-2015 - CF Benfica Champion du Portugal 2014-2015 - FK Union Nové Zámky Champion de Slovaquie 2014-2015 | - Medyk Konin Champion de Pologne 2014-2015 - FC Twente Meilleure équipe néerlandaise de la BeNe League 2014-2015 - Ungmennafélagið Stjarnan Champion d'Islande 2014 - Apollon Limassol LFC Champion de Chypre 2014-2015 - PK-35 Vantaa Champion de Finlande 2014 - Ferencváros TC Champion de Hongrie 2014-2015 - ŽFK Spartak Subotica Champion de Serbie 2014-2015 - CFF Olimpia Cluj-Napoca Champion de Roumanie 2014-2015 - FK Minsk Champion de Biélorussie 2014 - Zhytlobud-1 Kharkiv Champion d'Ukraine 2014 - PAOK Salonique Champion de Grèce 2014-2015 - Konak Belediyespor Champion de Turquie 2014-2015 - ŽNK SFK 2000 Sarajevo Champion de Bosnie-Herzégovine 2014-2015 - CF Benfica Champion du Portugal 2014-2015 - FK Union Nové Zámky Champion de Slovaquie 2014-2015 | - Medyk Konin Champion de Pologne 2014-2015 - FC Twente Meilleure équipe néerlandaise de la BeNe League 2014-2015 - Ungmennafélagið Stjarnan Champion d'Islande 2014 - Apollon Limassol LFC Champion de Chypre 2014-2015 - PK-35 Vantaa Champion de Finlande 2014 - Ferencváros TC Champion de Hongrie 2014-2015 - ŽFK Spartak Subotica Champion de Serbie 2014-2015 - CFF Olimpia Cluj-Napoca Champion de Roumanie 2014-2015 - FK Minsk Champion de Biélorussie 2014 - Zhytlobud-1 Kharkiv Champion d'Ukraine 2014 - PAOK Salonique Champion de Grèce 2014-2015 - Konak Belediyespor Champion de Turquie 2014-2015 - ŽNK SFK 2000 Sarajevo Champion de Bosnie-Herzégovine 2014-2015 - CF Benfica Champion du Portugal 2014-2015 - FK Union Nové Zámky Champion de Slovaquie 2014-2015 | - ASA Tel-Aviv Champion d'Israël 2014-2015 - Wexford Youths WFC Champion d'Irlande 2014-2015 - ŽNK Pomurje Champion de Slovénie 2014-2015 - FC NSA Sofia Champion de Bulgarie 2014-2015 - Pärnu JK Champion d'Estonie 2014 - ŽNK Osijek Champion de Croatie 2014-2015 - KÍ Klaksvík Champion des Îles Féroé 2014 - FK Gintra Universitetas Champion de Lituanie 2014 - ŽFK Dragon 2014 Champion de Macédoine 2014-2015 - Cardiff MLAFC Champion du pays de Galles 2014-2015 - Glentoran Belfast United Champion d'Irlande du Nord 2014 - ŽFK Ekonomist Champion du Monténégro 2014-2015 - FC Noroc Nimoreni Champion de Moldavie 2014-2015 - Hibernians FC Champion de Malte 2014-2015 - Rīgas FS Champion de Lettonie 2014 - KF Vllaznia Shkodër Champion d'Albanie 2014-2015 - FC Jeunesse Junglinster Champion du Luxembourg 2014-2015 | - ASA Tel-Aviv Champion d'Israël 2014-2015 - Wexford Youths WFC Champion d'Irlande 2014-2015 - ŽNK Pomurje Champion de Slovénie 2014-2015 - FC NSA Sofia Champion de Bulgarie 2014-2015 - Pärnu JK Champion d'Estonie 2014 - ŽNK Osijek Champion de Croatie 2014-2015 - KÍ Klaksvík Champion des Îles Féroé 2014 - FK Gintra Universitetas Champion de Lituanie 2014 - ŽFK Dragon 2014 Champion de Macédoine 2014-2015 - Cardiff MLAFC Champion du pays de Galles 2014-2015 - Glentoran Belfast United Champion d'Irlande du Nord 2014 - ŽFK Ekonomist Champion du Monténégro 2014-2015 - FC Noroc Nimoreni Champion de Moldavie 2014-2015 - Hibernians FC Champion de Malte 2014-2015 - Rīgas FS Champion de Lettonie 2014 - KF Vllaznia Shkodër Champion d'Albanie 2014-2015 - FC Jeunesse Junglinster Champion du Luxembourg 2014-2015 | - ASA Tel-Aviv Champion d'Israël 2014-2015 - Wexford Youths WFC Champion d'Irlande 2014-2015 - ŽNK Pomurje Champion de Slovénie 2014-2015 - FC NSA Sofia Champion de Bulgarie 2014-2015 - Pärnu JK Champion d'Estonie 2014 - ŽNK Osijek Champion de Croatie 2014-2015 - KÍ Klaksvík Champion des Îles Féroé 2014 - FK Gintra Universitetas Champion de Lituanie 2014 - ŽFK Dragon 2014 Champion de Macédoine 2014-2015 - Cardiff MLAFC Champion du pays de Galles 2014-2015 - Glentoran Belfast United Champion d'Irlande du Nord 2014 - ŽFK Ekonomist Champion du Monténégro 2014-2015 - FC Noroc Nimoreni Champion de Moldavie 2014-2015 - Hibernians FC Champion de Malte 2014-2015 - Rīgas FS Champion de Lettonie 2014 - KF Vllaznia Shkodër Champion d'Albanie 2014-2015 - FC Jeunesse Junglinster Champion du Luxembourg 2014-2015 | - ASA Tel-Aviv Champion d'Israël 2014-2015 - Wexford Youths WFC Champion d'Irlande 2014-2015 - ŽNK Pomurje Champion de Slovénie 2014-2015 - FC NSA Sofia Champion de Bulgarie 2014-2015 - Pärnu JK Champion d'Estonie 2014 - ŽNK Osijek Champion de Croatie 2014-2015 - KÍ Klaksvík Champion des Îles Féroé 2014 - FK Gintra Universitetas Champion de Lituanie 2014 - ŽFK Dragon 2014 Champion de Macédoine 2014-2015 - Cardiff MLAFC Champion du pays de Galles 2014-2015 - Glentoran Belfast United Champion d'Irlande du Nord 2014 - ŽFK Ekonomist Champion du Monténégro 2014-2015 - FC Noroc Nimoreni Champion de Moldavie 2014-2015 - Hibernians FC Champion de Malte 2014-2015 - Rīgas FS Champion de Lettonie 2014 - KF Vllaznia Shkodër Champion d'Albanie 2014-2015 - FC Jeunesse Junglinster Champion du Luxembourg 2014-2015 | - ASA Tel-Aviv Champion d'Israël 2014-2015 - Wexford Youths WFC Champion d'Irlande 2014-2015 - ŽNK Pomurje Champion de Slovénie 2014-2015 - FC NSA Sofia Champion de Bulgarie 2014-2015 - Pärnu JK Champion d'Estonie 2014 - ŽNK Osijek Champion de Croatie 2014-2015 - KÍ Klaksvík Champion des Îles Féroé 2014 - FK Gintra Universitetas Champion de Lituanie 2014 - ŽFK Dragon 2014 Champion de Macédoine 2014-2015 - Cardiff MLAFC Champion du pays de Galles 2014-2015 - Glentoran Belfast United Champion d'Irlande du Nord 2014 - ŽFK Ekonomist Champion du Monténégro 2014-2015 - FC Noroc Nimoreni Champion de Moldavie 2014-2015 - Hibernians FC Champion de Malte 2014-2015 - Rīgas FS Champion de Lettonie 2014 - KF Vllaznia Shkodër Champion d'Albanie 2014-2015 - FC Jeunesse Junglinster Champion du Luxembourg 2014-2015 | - ASA Tel-Aviv Champion d'Israël 2014-2015 - Wexford Youths WFC Champion d'Irlande 2014-2015 - ŽNK Pomurje Champion de Slovénie 2014-2015 - FC NSA Sofia Champion de Bulgarie 2014-2015 - Pärnu JK Champion d'Estonie 2014 - ŽNK Osijek Champion de Croatie 2014-2015 - KÍ Klaksvík Champion des Îles Féroé 2014 - FK Gintra Universitetas Champion de Lituanie 2014 - ŽFK Dragon 2014 Champion de Macédoine 2014-2015 - Cardiff MLAFC Champion du pays de Galles 2014-2015 - Glentoran Belfast United Champion d'Irlande du Nord 2014 - ŽFK Ekonomist Champion du Monténégro 2014-2015 - FC Noroc Nimoreni Champion de Moldavie 2014-2015 - Hibernians FC Champion de Malte 2014-2015 - Rīgas FS Champion de Lettonie 2014 - KF Vllaznia Shkodër Champion d'Albanie 2014-2015 - FC Jeunesse Junglinster Champion du Luxembourg 2014-2015 | - ASA Tel-Aviv Champion d'Israël 2014-2015 - Wexford Youths WFC Champion d'Irlande 2014-2015 - ŽNK Pomurje Champion de Slovénie 2014-2015 - FC NSA Sofia Champion de Bulgarie 2014-2015 - Pärnu JK Champion d'Estonie 2014 - ŽNK Osijek Champion de Croatie 2014-2015 - KÍ Klaksvík Champion des Îles Féroé 2014 - FK Gintra Universitetas Champion de Lituanie 2014 - ŽFK Dragon 2014 Champion de Macédoine 2014-2015 - Cardiff MLAFC Champion du pays de Galles 2014-2015 - Glentoran Belfast United Champion d'Irlande du Nord 2014 - ŽFK Ekonomist Champion du Monténégro 2014-2015 - FC Noroc Nimoreni Champion de Moldavie 2014-2015 - Hibernians FC Champion de Malte 2014-2015 - Rīgas FS Champion de Lettonie 2014 - KF Vllaznia Shkodër Champion d'Albanie 2014-2015 - FC Jeunesse Junglinster Champion du Luxembourg 2014-2015 | - ASA Tel-Aviv Champion d'Israël 2014-2015 - Wexford Youths WFC Champion d'Irlande 2014-2015 - ŽNK Pomurje Champion de Slovénie 2014-2015 - FC NSA Sofia Champion de Bulgarie 2014-2015 - Pärnu JK Champion d'Estonie 2014 - ŽNK Osijek Champion de Croatie 2014-2015 - KÍ Klaksvík Champion des Îles Féroé 2014 - FK Gintra Universitetas Champion de Lituanie 2014 - ŽFK Dragon 2014 Champion de Macédoine 2014-2015 - Cardiff MLAFC Champion du pays de Galles 2014-2015 - Glentoran Belfast United Champion d'Irlande du Nord 2014 - ŽFK Ekonomist Champion du Monténégro 2014-2015 - FC Noroc Nimoreni Champion de Moldavie 2014-2015 - Hibernians FC Champion de Malte 2014-2015 - Rīgas FS Champion de Lettonie 2014 - KF Vllaznia Shkodër Champion d'Albanie 2014-2015 - FC Jeunesse Junglinster Champion du Luxembourg 2014-2015 |

## Calendrier
| Nom                           | Date tirage au sort           | Date aller                    | Date retour                   | Nombre de participants        | Nombre en lice                |
| Phase de qualification (2015) | Phase de qualification (2015) | Phase de qualification (2015) | Phase de qualification (2015) | Phase de qualification (2015) | Phase de qualification (2015) |
| ----------------------------- | ----------------------------- | ----------------------------- | ----------------------------- | ----------------------------- | ----------------------------- |
| Phase de qualification        | 25 juin                       | du 11 au 16 août              | du 11 au 16 août              | 32                            | 56 à 32                       |
| Phase finale (2015-2016)      |                               |                               |                               |                               |                               |
| Seizièmes de finale           | 20 août                       | 7-8 octobre                   | 14-15 octobre                 | 32 (8 + 24)                   | 32 à 16                       |
| Huitièmes de finale           | 19 octobre                    | 11-12 novembre                | 18-19 novembre                | 16                            | 16 à 8                        |
| Quarts de finale              | 10 décembre                   | 23-24 mars                    | 30-31 mars                    | 8                             | 8 à 4                         |
| Demi-finales                  | 10 décembre                   | 23-24 avril                   | 30 avril-1er mai              | 4                             | 4 à 2                         |
| Finale                        | 10 décembre                   | 26 mai                        | 26 mai                        | 2                             | 2 à 1                         |

## Phase de qualification
La phase de groupes est composée de huit groupes de quatre équipes et se déroule les 11, 13 et 16 août 2015. Les premiers de chaque groupe se qualifient pour les seizièmes de finale.

### Groupe 1
Les matchs se déroulent à Sarajevo en Bosnie-Herzégovine.
| Rang | Équipe                | Pts | J | G | N | P | Bp | Bc | Diff |
| ---- | --------------------- | --- | - | - | - | - | -- | -- | ---- |
| 1    | FK Minsk              | 9   | 3 | 3 | 0 | 0 | 16 | 1  | +15  |
| 2    | ŽNK SFK 2000 Sarajevo | 6   | 3 | 2 | 0 | 1 | 8  | 4  | +4   |
| 3    | Konak Belediyespor    | 3   | 3 | 1 | 0 | 2 | 7  | 14 | -7   |
| 4    | KF Vllaznia Shkodër   | 0   | 3 | 0 | 0 | 3 | 1  | 13 | -12  |

| Résultats (▼dom., ►ext.) |  |     |      |     |
| FK Minsk                 |  | 3-0 | 10-1 | 3-0 |
| ŽNK SFK 2000 Sarajevo    |  |     | 3-1  | 5-0 |
| Konak Belediyespor       |  |     |      | 5-1 |
| KF Vllaznia Shkodër      |  |     |      |     |

### Groupe 2
Les matchs se déroulent à Belfast en Irlande du Nord.
| Rang | Équipe                   | Pts | J | G | N | P | Bp | Bc | Diff |
| ---- | ------------------------ | --- | - | - | - | - | -- | -- | ---- |
| 1    | PAOK Salonique           | 9   | 3 | 3 | 0 | 0 | 18 | 0  | +18  |
| 2    | FC NSA Sofia             | 6   | 3 | 2 | 0 | 1 | 8  | 5  | +3   |
| 3    | Glentoran Belfast United | 3   | 3 | 1 | 0 | 2 | 3  | 6  | -3   |
| 4    | ŽFK Dragon 2014          | 0   | 3 | 0 | 0 | 3 | 0  | 18 | -18  |

| Résultats (▼dom., ►ext.) |  |     |     |      |
| PAOK Salonique           |  | 4-0 | 4-0 | 10-0 |
| FC NSA Sofia             |  |     | 2-1 | 6-0  |
| Glentoran Belfast United |  |     |     | 2-0  |
| ŽFK Dragon 2014          |  |     |     |      |

### Groupe 3
Les matchs se déroulent à Geroskipou et à Paphos, à Chypre.
| Rang | Équipe                   | Pts | J | G | N | P | Bp | Bc | Diff |
| ---- | ------------------------ | --- | - | - | - | - | -- | -- | ---- |
| 1    | Ungmennafélagið Stjarnan | 9   | 3 | 3 | 0 | 0 | 11 | 0  | +11  |
| 2    | Apollon Limassol LFC     | 6   | 3 | 2 | 0 | 1 | 10 | 2  | +8   |
| 3    | KÍ Klaksvík              | 1   | 3 | 0 | 1 | 2 | 3  | 9  | -6   |
| 4    | Hibernians FC            | 1   | 3 | 0 | 1 | 2 | 3  | 16 | -13  |

| Résultats (▼dom., ►ext.) |  |     |     |     |
| Ungmennafélagið Stjarnan |  | 2-0 | 4-0 | 5-0 |
| Apollon Limassol LFC     |  |     | 2-0 | 8-0 |
| KÍ Klaksvík              |  |     |     | 3-3 |
| Hibernians FC            |  |     |     |     |

### Groupe 4
Les matchs se déroulent à Oldenzaal et à Hengelo, aux Pays-Bas.
| Rang | Équipe                  | Pts | J | G | N | P | Bp | Bc | Diff |
| ---- | ----------------------- | --- | - | - | - | - | -- | -- | ---- |
| 1    | FC Twente               | 9   | 3 | 3 | 0 | 0 | 19 | 0  | +19  |
| 2    | Ferencváros TC          | 6   | 3 | 2 | 0 | 1 | 13 | 3  | +10  |
| 3    | ASA Tel-Aviv            | 3   | 3 | 1 | 0 | 2 | 6  | 10 | -4   |
| 4    | FC Jeunesse Junglinster | 0   | 3 | 0 | 0 | 3 | 1  | 26 | -25  |

| Résultats (▼dom., ►ext.) |  |     |     |      |
| FC Twente                |  | 2-0 | 7-0 | 10-0 |
| Ferencváros TC           |  |     | 2-1 | 11-0 |
| ASA Tel-Aviv             |  |     |     | 5-1  |
| FC Jeunesse Junglinster  |  |     |     |      |

### Groupe 5
Les matchs se déroulent à Beltinci et Lendava, en Slovénie.
| Rang | Équipe                  | Pts | J | G | N | P | Bp | Bc | Diff |
| ---- | ----------------------- | --- | - | - | - | - | -- | -- | ---- |
| 1    | CFF Olimpia Cluj-Napoca | 9   | 3 | 3 | 0 | 0 | 12 | 1  | +11  |
| 2    | ŽNK Pomurje             | 6   | 3 | 2 | 0 | 1 | 6  | 3  | +3   |
| 3    | Pärnu JK                | 3   | 3 | 1 | 0 | 2 | 3  | 7  | -4   |
| 4    | ŽFK Ekonomist           | 0   | 3 | 0 | 0 | 3 | 2  | 12 | -10  |

| Résultats (▼dom., ►ext.) |  |     |     |     |
| CFF Olimpia Cluj-Napoca  |  | 2-0 | 4-0 | 6-1 |
| ŽNK Pomurje              |  |     | 2-1 | 4-0 |
| Pärnu JK                 |  |     |     | 2-1 |
| ŽFK Ekonomist            |  |     |     |     |

### Groupe 6
Les matchs se déroulent à Osijek et Vinkovci, en Croatie.
| Rang | Équipe               | Pts | J | G | N | P | Bp | Bc | Diff |
| ---- | -------------------- | --- | - | - | - | - | -- | -- | ---- |
| 1    | ŽFK Spartak Subotica | 9   | 3 | 3 | 0 | 0 | 9  | 2  | +7   |
| 2    | CF Benfica           | 6   | 3 | 2 | 0 | 1 | 7  | 2  | +5   |
| 3    | ŽNK Osijek           | 3   | 3 | 1 | 0 | 2 | 4  | 6  | -2   |
| 4    | FC Noroc Nimoreni    | 0   | 3 | 0 | 0 | 3 | 1  | 11 | -10  |

| Résultats (▼dom., ►ext.) |  |     |     |     |
| ŽFK Spartak Subotica     |  | 2-1 | 3-0 | 4-1 |
| CF Benfica               |  |     | 3-0 | 3-0 |
| ŽNK Osijek               |  |     |     | 4-0 |
| FC Noroc Nimoreni        |  |     |     |     |

### Groupe 7
Les matchs se déroulent à Kleczew et Konin, en Pologne.
| Rang | Équipe                  | Pts | J | G | N | P | Bp | Bc | Diff |
| ---- | ----------------------- | --- | - | - | - | - | -- | -- | ---- |
| 1    | Medyk Konin             | 9   | 3 | 3 | 0 | 0 | 15 | 0  | +15  |
| 2    | Wexford Youths WFC      | 6   | 3 | 2 | 0 | 1 | 6  | 7  | -1   |
| 3    | FK Gintra Universitetas | 3   | 3 | 1 | 0 | 2 | 5  | 6  | -1   |
| 4    | Cardiff MLAFC           | 0   | 3 | 0 | 0 | 3 | 2  | 15 | -13  |

| Résultats (▼dom., ►ext.) |  |     |     |     |
| Medyk Konin              |  | 6-0 | 4-0 | 5-0 |
| Wexford Youths WFC       |  |     | 1-0 | 5-1 |
| FK Gintra Universitetas  |  |     |     | 5-1 |
| Cardiff MLAFC            |  |     |     |     |

### Groupe 8
Les matchs se déroulent à Vantaa et Helsinki, en Finlande.
| Rang | Équipe              | Pts | J | G | N | P | Bp | Bc | Diff |
| ---- | ------------------- | --- | - | - | - | - | -- | -- | ---- |
| 1    | PK-35 Vantaa        | 9   | 3 | 3 | 0 | 0 | 20 | 1  | +19  |
| 2    | Zhytlobud-1 Kharkiv | 6   | 3 | 2 | 0 | 1 | 10 | 3  | +7   |
| 3    | Rīgas FS            | 3   | 3 | 1 | 0 | 2 | 4  | 15 | -11  |
| 4    | FK Union Nové Zámky | 0   | 3 | 0 | 0 | 3 | 2  | 17 | -15  |

| Résultats (▼dom., ►ext.) |  |     |     |     |
| PK-35 Vantaa             |  | 2-1 | 9-0 | 9-0 |
| Zhytlobud-1 Kharkiv      |  |     | 4-1 | 5-0 |
| Rīgas FS                 |  |     |     | 3-2 |
| FK Union Nové Zámky      |  |     |     |     |

## Phase finale

### Seizièmes de finale
Les clubs en italique correspondent aux équipes qualifiées via la phase de qualification. Le coefficient UEFA des clubs, déterminant les têtes de série, est indiqué entre parenthèses. Les têtes de série jouent leur match retour à domicile. Le tirage au sort a lieu le 20 août 2015 à Nyon.
| Têtes de série | Non-têtes de série |
| --- | --- |
| - 1. FFC Francfort (72.680 - Tenant du titre) - Olympique lyonnais (115.080) - VfL Wolfsbourg (97.680) - FC Rosengård (69.295) - Paris Saint-Germain (59.080) - Brøndby IF (52.870) - Fortuna Hjørring (50.870) - Glasgow City (38.570) - Zvezda 2005 (37.520) - FC Barcelone (36.530) - FC Zürich Frauen (32.910) - Bayern Munich (31.680) - FK Zorkiy Krasnogorsk (29.520) - Liverpool (24.140) - ASD AGSM Vérone (20.550) - KIF Örebro DFF (20.295) | - Standard de Liège (19.610) - Chelsea (19.140) - CFF Olimpia Cluj-Napoca (17.620) - ŽFK Spartak Subotica (15.620) - FSK St. Pölten-Spratzern (14.725) - FC Twente (14.610) - ACF Brescia (14.550) - Slavia Prague (13.560) - Atlético de Madrid (13.530) - PK-35 Vantaa (13.290) - PAOK Salonique (12.965) - BIIK Kazygurt (12.940) - Ungmennafélagið Stjarnan (12.610) - Lillestrøm SK (12.075) - Medyk Konin (11.105) - FK Minsk (5.130) |

Les matchs aller se déroulent les 7 et 8 octobre 2015 et les matchs retour les 14 et 15 octobre 2015.
| Équipe                   | Aller | Total  | Retour | Équipe                |
| ------------------------ | ----- | ------ | ------ | --------------------- |
| BIIK Kazygurt            | 1 - 1 | 2 - 5  | 1 - 4  | FC Barcelone          |
| Medyk Konin              | 0 - 6 | 0 - 9  | 0 - 3  | Olympique lyonnais    |
| CFF Olimpia Cluj-Napoca  | 0 - 6 | 0 - 15 | 0 - 9  | Paris Saint-Germain   |
| Slavia Prague            | 4 - 1 | 4 - 2  | 0 - 1  | Brøndby IF            |
| Standard de Liège        | 0 - 2 | 0 - 8  | 0 - 6  | 1. FFC Francfort      |
| PAOK Salonique           | 0 - 3 | 0 - 8  | 0 - 5  | KIF Örebro DFF        |
| FC Twente                | 1 - 1 | 3 - 3  | 2 - 2  | Bayern Munich         |
| Atlético de Madrid       | 0 - 2 | 3 - 2  | 3 - 0  | FK Zorkiy Krasnogorsk |
| FSK St. Pölten-Spratzern | 4 - 5 | 6 - 7  | 2 - 2  | ASD AGSM Vérone       |
| Ungmennafélagið Stjarnan | 1 - 3 | 2 - 6  | 1 - 3  | Zvezda 2005           |
| Lillestrøm SK            | 1 - 0 | 2 - 1  | 1 - 1  | FC Zürich Frauen      |
| Chelsea                  | 1 - 0 | 4 - 0  | 3 - 0  | Glasgow City          |
| PK-35 Vantaa             | 0 - 2 | 0 - 9  | 0 - 7  | FC Rosengård          |
| FK Minsk                 | 0 - 2 | 0 - 6  | 0 - 4  | Fortuna Hjørring      |
| ŽFK Spartak Subotica     | 0 - 0 | 0 - 4  | 0 - 4  | VfL Wolfsbourg        |
| ACF Brescia              | 1 - 0 | 2 - 0  | 1 - 0  | Liverpool             |

### Huitièmes de finale
Le tirage au sort des huitièmes de finale a lieu le 19 octobre 2015. 
À l'inverse des saisons précédentes, le tirage au sort des huitièmes de finale est fait de manière séparée par rapport au tirage des seizièmes de finale.
- Les huit clubs disposant des coefficients les plus élevés sont têtes de série et sont placés dans un chapeau. Dans l'autre chapeau sont placés les clubs non tête de série.
- Aucun club ne peut rencontrer un adversaire d'une même association.
- Les clubs têtes de série jouent le match retour à domicile.

| Têtes de série | Non-têtes de série |
| --- | --- |
| - 1. FFC Francfort (72.680 - Tenant du titre) - Olympique lyonnais (115.080) - VfL Wolfsbourg (97.680) - FC Rosengård (69.295) - Paris Saint-Germain (59.080) - Fortuna Hjørring (50.870) - Zvezda 2005 (37.520) - FC Barcelone (36.530) | - ASD AGSM Vérone (20.550) - KIF Örebro DFF (20.295) - Chelsea (19.140) - FC Twente (14.610) - ACF Brescia (14.550) - Slavia Prague (13.560) - Atlético de Madrid (13.530) - Lillestrøm SK (12.075) |

Les matchs aller se dérouleront les 11 et 12 novembre 2015 et les matchs retour les 18 et 19 novembre 2015.
| Équipe             | Aller | Total           | Retour | Équipe              |
| ------------------ | ----- | --------------- | ------ | ------------------- |
| FC Twente          | 0 - 1 | 0 - 2           | 0 - 1  | FC Barcelone        |
| ACF Brescia        | 1 - 0 | 2 - 1           | 1 - 1  | Fortuna Hjørring    |
| Atlético de Madrid | 1 - 3 | 1 - 9           | 0 - 6  | Olympique lyonnais  |
| Slavia Prague      | 2 - 1 | 2 - 1           | 0 - 0  | Zvezda 2005         |
| Chelsea            | 1 - 2 | 1 - 4           | 0 - 2  | VfL Wolfsbourg      |
| KIF Örebro DFF     | 1 - 1 | 1 - 1E          | 0 - 0  | Paris Saint-Germain |
| ASD AGSM Vérone    | 1 - 3 | 2 - 8           | 1 - 5  | FC Rosengård        |
| Lillestrøm SK      | 0 - 2 | 2 - 2 4 - 5 tab | 2 - 0  | 1. FFC Francfort    |

### Tableau final
|  | Quarts de finale         | Quarts de finale         | Quarts de finale                  | Quarts de finale         |                    |                    | Demi-finales                      | Demi-finales                      | Demi-finales                      | Demi-finales                      |  |  | Finale      | Finale      | Finale      | Finale      |
|  |                          |                          |                                   |                          |                    |                    |                                   |                                   |                                   |                                   |  |  |             |             |             |             |
|  | 23-24 et 30-31 mars 2016 | 23-24 et 30-31 mars 2016 | 23-24 et 30-31 mars 2016          | 23-24 et 30-31 mars 2016 |                    |                    | 23-24 et 30 avril ou 1er mai 2016 | 23-24 et 30 avril ou 1er mai 2016 | 23-24 et 30 avril ou 1er mai 2016 | 23-24 et 30 avril ou 1er mai 2016 |  |  | 26 mai 2016 | 26 mai 2016 | 26 mai 2016 | 26 mai 2016 |
|  | 23-24 et 30-31 mars 2016 | 23-24 et 30-31 mars 2016 | 23-24 et 30-31 mars 2016          | 23-24 et 30-31 mars 2016 |                    |                    | 23-24 et 30 avril ou 1er mai 2016 | 23-24 et 30 avril ou 1er mai 2016 | 23-24 et 30 avril ou 1er mai 2016 | 23-24 et 30 avril ou 1er mai 2016 |  |  | 26 mai 2016 | 26 mai 2016 | 26 mai 2016 | 26 mai 2016 |
|  | VfL Wolfsbourg           | VfL Wolfsbourg           | 3                                 | 3                        |                    |                    | 23-24 et 30 avril ou 1er mai 2016 | 23-24 et 30 avril ou 1er mai 2016 | 23-24 et 30 avril ou 1er mai 2016 | 23-24 et 30 avril ou 1er mai 2016 |  |  | 26 mai 2016 | 26 mai 2016 | 26 mai 2016 | 26 mai 2016 |
|  | VfL Wolfsbourg           | VfL Wolfsbourg           | 3                                 | 3                        |                    |                    | 23-24 et 30 avril ou 1er mai 2016 | 23-24 et 30 avril ou 1er mai 2016 | 23-24 et 30 avril ou 1er mai 2016 | 23-24 et 30 avril ou 1er mai 2016 |  |  | 26 mai 2016 | 26 mai 2016 | 26 mai 2016 | 26 mai 2016 |
|  | ACF Brescia              | ACF Brescia              | 0                                 | 0                        |                    |                    | 23-24 et 30 avril ou 1er mai 2016 | 23-24 et 30 avril ou 1er mai 2016 | 23-24 et 30 avril ou 1er mai 2016 | 23-24 et 30 avril ou 1er mai 2016 |  |  | 26 mai 2016 | 26 mai 2016 | 26 mai 2016 | 26 mai 2016 |
|  | ACF Brescia              | ACF Brescia              | 0                                 | 0                        | VfL Wolfsbourg     | VfL Wolfsbourg     | 4                                 | 0                                 |                                   |                                   |  |  | 26 mai 2016 | 26 mai 2016 | 26 mai 2016 | 26 mai 2016 |
|  | 23-24 et 30-31 mars 2016 |                          |                                   |                          | VfL Wolfsbourg     | VfL Wolfsbourg     | 4                                 | 0                                 |                                   |                                   |  |  | 26 mai 2016 | 26 mai 2016 | 26 mai 2016 | 26 mai 2016 |
|  |                          |                          | 1.FFC Francfort                   | 1.FFC Francfort          | 0                  | 1                  |                                   |                                   |                                   |                                   |  |  | 26 mai 2016 | 26 mai 2016 | 26 mai 2016 | 26 mai 2016 |
|  | FC Rosengard             | FC Rosengard             | 1.FFC Francfort                   | 1.FFC Francfort          | 0                  | 1                  | 0                                 | 1ap (4)                           |                                   |                                   |  |  | 26 mai 2016 | 26 mai 2016 | 26 mai 2016 | 26 mai 2016 |
|  | FC Rosengard             | FC Rosengard             | 23-24 et 30 avril ou 1er mai 2016 |                          |                    |                    | 0                                 | 1ap (4)                           |                                   |                                   |  |  | 26 mai 2016 | 26 mai 2016 | 26 mai 2016 | 26 mai 2016 |
|  | 1.FFC Francfort          | 1.FFC Francfort          | 1                                 | 0 (5)                    |                    |                    |                                   |                                   |                                   |                                   |  |  | 26 mai 2016 | 26 mai 2016 | 26 mai 2016 | 26 mai 2016 |
|  | 1.FFC Francfort          | 1.FFC Francfort          | 1                                 | 0 (5)                    | VfL Wolfsbourg     | VfL Wolfsbourg     | 1 (3)                             | 1 (3)                             |                                   |                                   |  |  |             |             |             |             |
|  | 23-24 et 30-31 mars 2016 |                          |                                   |                          | VfL Wolfsbourg     | VfL Wolfsbourg     | 1 (3)                             | 1 (3)                             |                                   |                                   |  |  |             |             |             |             |
|  |                          |                          | Olympique lyonnais                | Olympique lyonnais       | 1 (4)              | 1 (4)              |                                   |                                   |                                   |                                   |  |  |             |             |             |             |
|  | Olympique lyonnais       | Olympique lyonnais       | Olympique lyonnais                | Olympique lyonnais       | 1 (4)              | 1 (4)              | 9                                 | 0                                 |                                   |                                   |  |  |             |             |             |             |
|  | Olympique lyonnais       | Olympique lyonnais       |                                   |                          |                    |                    |                                   |                                   |                                   |                                   |  |  |             |             |             |             |
|  | Slavia Prague            | Slavia Prague            | 1                                 | 0                        |                    |                    |                                   |                                   |                                   |                                   |  |  |             |             |             |             |
|  | Slavia Prague            | Slavia Prague            | 1                                 | 0                        | Olympique lyonnais | Olympique lyonnais | 7                                 | 1                                 |                                   |                                   |  |  |             |             |             |             |
|  | 23-24 et 30-31 mars 2016 |                          |                                   |                          | Olympique lyonnais | Olympique lyonnais | 7                                 | 1                                 |                                   |                                   |  |  |             |             |             |             |
|  |                          |                          | Paris Saint-Germain               | Paris Saint-Germain      | 0                  | 0                  |                                   |                                   |                                   |                                   |  |  |             |             |             |             |
|  | FC Barcelone             | FC Barcelone             | Paris Saint-Germain               | Paris Saint-Germain      | 0                  | 0                  | 0                                 | 0                                 |                                   |                                   |  |  |             |             |             |             |
|  | FC Barcelone             | FC Barcelone             |                                   |                          |                    |                    |                                   | 0                                 |                                   |                                   |  |  |             |             |             |             |
|  | Paris Saint-Germain      | Paris Saint-Germain      | 0                                 | 1                        |                    |                    |                                   |                                   |                                   |                                   |  |  |             |             |             |             |
|  | Paris Saint-Germain      | Paris Saint-Germain      | 0                                 | 1                        |                    |                    |                                   |                                   |                                   |                                   |  |  |             |             |             |             |
|  |                          |                          |                                   |                          |                    |                    |                                   |                                   |                                   |                                   |  |  |             |             |             |             |

( ) = Tirs au but; ap = Après prolongation; e = Victoire aux buts marqués à l'extérieur; f = Victoire par forfait

### Quarts de finale
Le tirage au sort des quarts de finale a eu lieu le 27 novembre 2015 à Nyon.
Les huit équipes qui restent dans la compétition sont soumises à un tirage intégral. Il n'y a aucune tête de série et les équipes d'un même pays peuvent se rencontrer. Pour les quarts de finale, les huit boules sont placées dans une vasque et mélangées. La première équipe tirée accueille la deuxième au match aller. La procédure est la même pour les trois autres matches.
Pour le tirage des demi-finales, quatre morceaux de papier portant la mention "Vainqueur quart de finale 1" à "Vainqueur quart de finale 4" sont placés dans une vasque. Le tirage est similaire à celui des quarts de finale. Un autre tirage détermine qui, des deux finalistes, sera l'équipe qui recevra en finale.
Les équipes qualifiées pour les quarts de finale sont :
- Olympique lyonnais (115.080)
- VfL Wolfsbourg (97.680)
- 1. FFC Francfort (72.680 - Tenant du titre)
- FC Rosengård (69.295)
- Paris Saint-Germain (59.080)
- FC Barcelone (36.530)
- ACF Brescia (14.550)
- Slavia Prague (13.560)

Les matchs ont eu lieu les 23-24 et 30-31 mars 2016.
| Équipe             | Aller | Total           | Retour | Équipe              |
| ------------------ | ----- | --------------- | ------ | ------------------- |
| VfL Wolfsbourg     | 3 - 0 | 6 - 0           | 3 - 0  | ACF Brescia         |
| FC Rosengård       | 0 - 1 | 1 - 1 4 - 5 tab | 1 - 0  | 1. FFC Francfort    |
| Olympique lyonnais | 9 - 1 | 9 - 1           | 0 - 0  | Slavia Prague       |
| FC Barcelone       | 0 - 0 | 0 - 1           | 0 - 1  | Paris Saint-Germain |

### Demi-finales
Les matchs ont eu lieu les 24 et 30 avril-1er mai 2016.
| Équipe             | Aller | Total | Retour | Équipe              |
| ------------------ | ----- | ----- | ------ | ------------------- |
| VfL Wolfsbourg     | 4 - 0 | 4 - 1 | 0 - 1  | 1. FFC Francfort    |
| Olympique lyonnais | 7 - 0 | 8 - 0 | 1 - 0  | Paris Saint-Germain |

### Finale
| 26 mai 2016  | VfL Wolfsbourg                                                                       | 1 – 1 a. p.       | Olympique lyonnais                                                           | Stade Reggio Emilia Città del Tricolore, Reggio d'Émilie                                            | |
| 18 h 00 CEST | Alexandra Popp 88e                                                                   |                   | Ada Hegerberg 12e                                                            | Spectateurs : 15 117 Arbitrage : Katalin Kulcsár Judit Kulcsár (a) Andrea Hima (a) Gyöngyi Gaál (q) | Spectateurs : 15 117 Arbitrage : Katalin Kulcsár Judit Kulcsár (a) Andrea Hima (a) Gyöngyi Gaál (q) |
| 18 h 00 CEST | Alexandra Popp · Isabel Kerschowski · Babett Peter · Nilla Fischer · Elise Bussaglia | Tirs au but 3 - 4 | Ada Hegerberg · Lotta Schelin · Wendie Renard · Griedge Mbock · Saki Kumagai | Spectateurs : 15 117 Arbitrage : Katalin Kulcsár Judit Kulcsár (a) Andrea Hima (a) Gyöngyi Gaál (q) | Spectateurs : 15 117 Arbitrage : Katalin Kulcsár Judit Kulcsár (a) Andrea Hima (a) Gyöngyi Gaál (q) |

| G               | 1  | Almuth Schult      |   |      |
| D               | 8  | Babett Peter       |   |      |
| D               | 4  | Nilla Fischer      |   |      |
| D               | 28 | Lena Goeßling      |   |      |
| D               | 21 | Lara Dickenmann    |   |      |
| M               | 18 | Vanessa Bernauer   | 0 | 73e  |
| M               | 30 | Elise Bussaglia    |   |      |
| M               | 9  | Anna Blässe        | 0 | 113e |
| M               | 27 | Isabel Kerschowski |   |      |
| A               | 11 | Alexandra Popp     |   |      |
| A               | 3  | Zsanett Jakabfi    | 0 | 59e  |
| Remplaçantes :  |    |                    |   |      |
| D               | 20 | Stephanie Bunte    | 0 | 113e |
| A               | 10 | Tessa Wullaert     | 0 | 73e  |
| A               | 19 | Ramona Bachmann    | 0 | 59e  |
| Entraîneur :    |    |                    |   |      |
| Ralf Kellermann |    |                    |   |      |

| G               | 26 | Sarah Bouhaddi    |   |      |
| D               | 22 | Pauline Bremer    | 0 | 86e  |
| D               | 29 | Griedge Mbock     |   |      |
| D               | 3  | Wendie Renard     |   |      |
| D               | 7  | Amel Majri        |   |      |
| M               | 6  | Amandine Henry    |   |      |
| M               | 5  | Saki Kumagai      | 0 | 44e  |
| A               | 9  | Eugénie Le Sommer | 0 | 79e  |
| M               | 23 | Camille Abily     | 0 | 101e |
| M               | 10 | Louisa Necib      | 0 | 22e  |
| A               | 14 | Ada Hegerberg     |   |      |
| Remplaçantes :  |    |                   |   |      |
| A               | 8  | Lotta Schelin     | 0 | 79e  |
| A               | 12 | Élodie Thomis     | 0 | 86e  |
| Entraîneur :    |    |                   |   |      |
| Gérard Prêcheur |    |                   |   |      |

| Champion d'Europe 2016             |
| ---------------------------------- |
| Drapeau de la France               |
| Olympique lyonnais Troisième Titre |